# 博勒泽勒
博勒泽勒（法語：Bollezeele，法語發音：[bɔlzɛl]）是法国上法兰西大区北部省的一个市镇，属于敦刻尔克区。

## 地理
博勒泽勒（50°51'57"N, 2°19'35"E）面积17.54 平方千米，位于法国上法蘭西大區北部省，该省份为法国最北部的省份及最长的省份，西北濒北海，西接加来海峡省，南至埃纳省和索姆省，东与比利时接壤。
与博勒泽勒接壤的市镇（或旧市镇、城区）包括：埃兰盖姆、沃尔克兰科沃、泽盖尔斯卡佩勒、阿尔内克、梅尔克盖姆、吕布鲁克、布罗克塞勒。

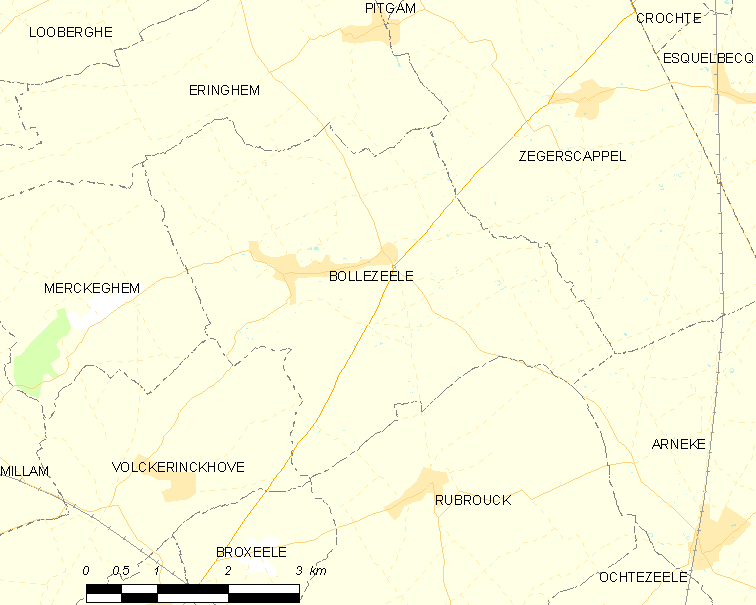
博勒泽勒的OSM定位图

博勒泽勒的时区为UTC+01:00、UTC+02:00（夏令时）。

## 行政
博勒泽勒的邮政编码为59470，INSEE市镇编码为59089。

## 政治
博勒泽勒所属的省级选区为沃尔穆特县。

## 人口

1962-2008年间博勒泽勒人口变化图示

博勒泽勒于2022年1月1日时的人口数量为1425人。